# Yun Won-hyung
Yun Won-hyung (coréen : 윤원형 ; hanja : 尹元衡, 1509 - 18 novembre 1565) est un homme politique et un philosophe coréen de la dynastie Joseon. Son nom de courtoisie est Eunpyung (언평;彦平). De 1563 à 1565, il est Premier ministre de la dynastie Joseon.